# Rozhledna Klin
Rozhledna Klin, slovensky rozhľadňa Klin, je nízká dřevěná rozhledna u vesnice Klin a nedaleko Oravské přehrady v okrese Námestovo na Slovensku. Geograficky se nachází u přírodní památky Klinské rašelinisko v krajinné oblasti Mokrade Oravskej kotliny patřící pod Chráněnou krajinnou oblast Horní Orava v Oravské kotlině v Žilinském kraji.

## Další informace
Jednoduchá dřevěná, zastřešená a příhradová rozhledna je postavena v nadmořské výšce 612 m. Má jednou výhledovou plošinu ve výšce 3,2 m a vede na ni vnější nezastřešené schodiště. Stavba vznikla v roce 2018. Rozhledna, která je celoročně volně přístupná nabízí výhled do Oravské kotliny, okolní pohoří Karpat a Klinské rašelinisko. U rozhledny, která se také nachází na trase naučné stezky Náučný chodník Premeny lesa, jsou umístěny informační tabule.

## Galerie

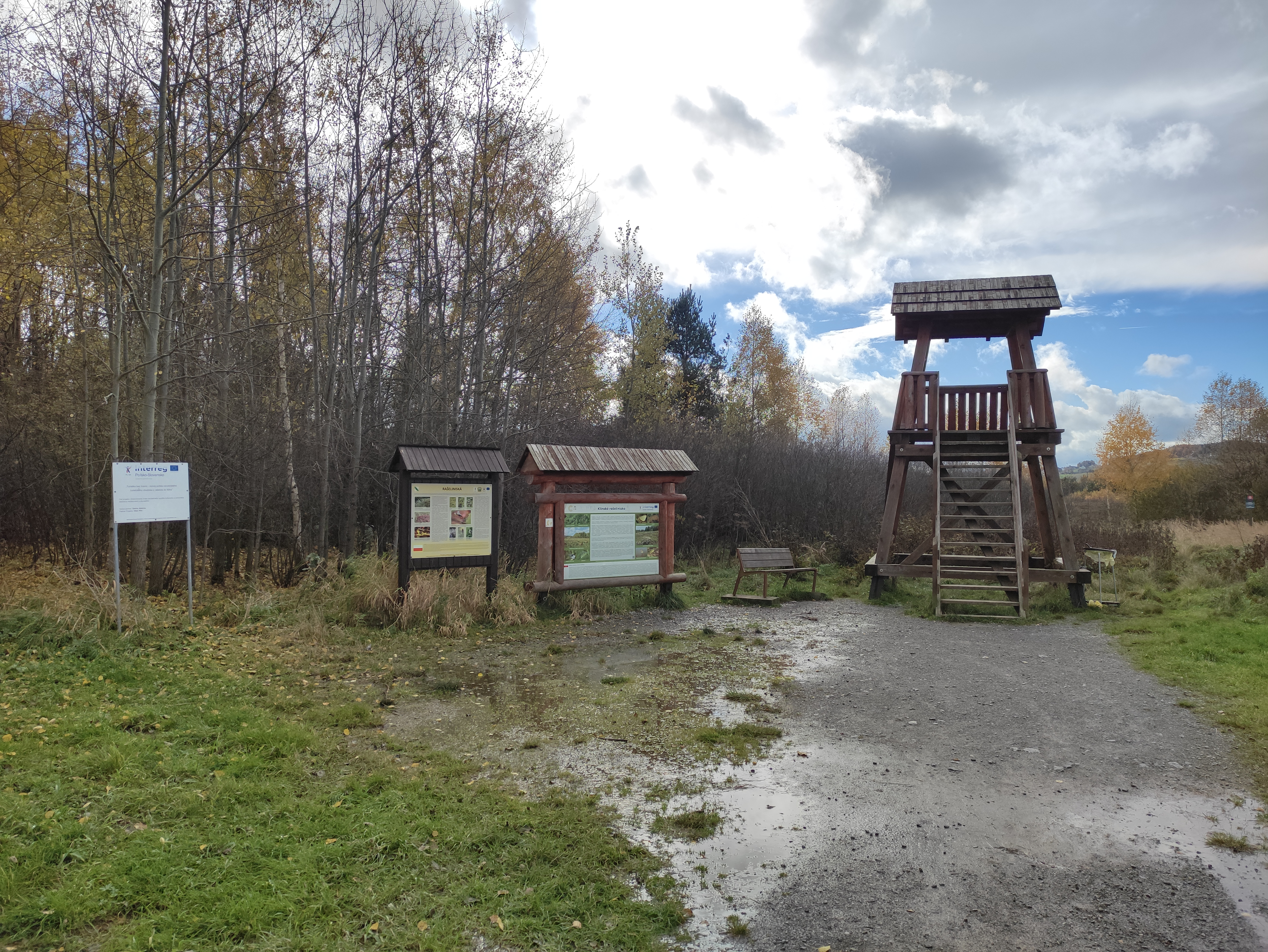
Informační panely u rozhledny
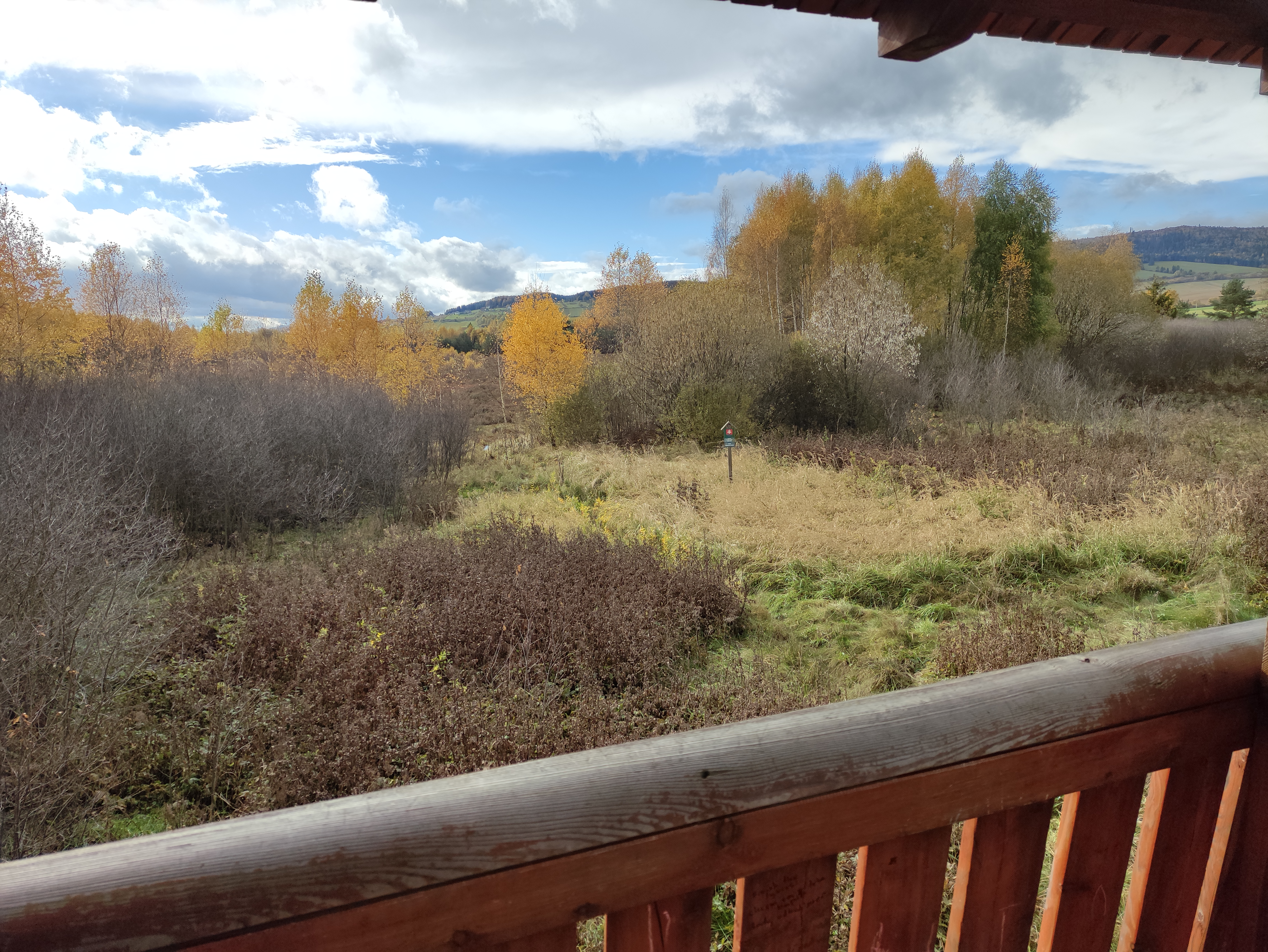
Vyhlídka z rozhledny